# Tifoso

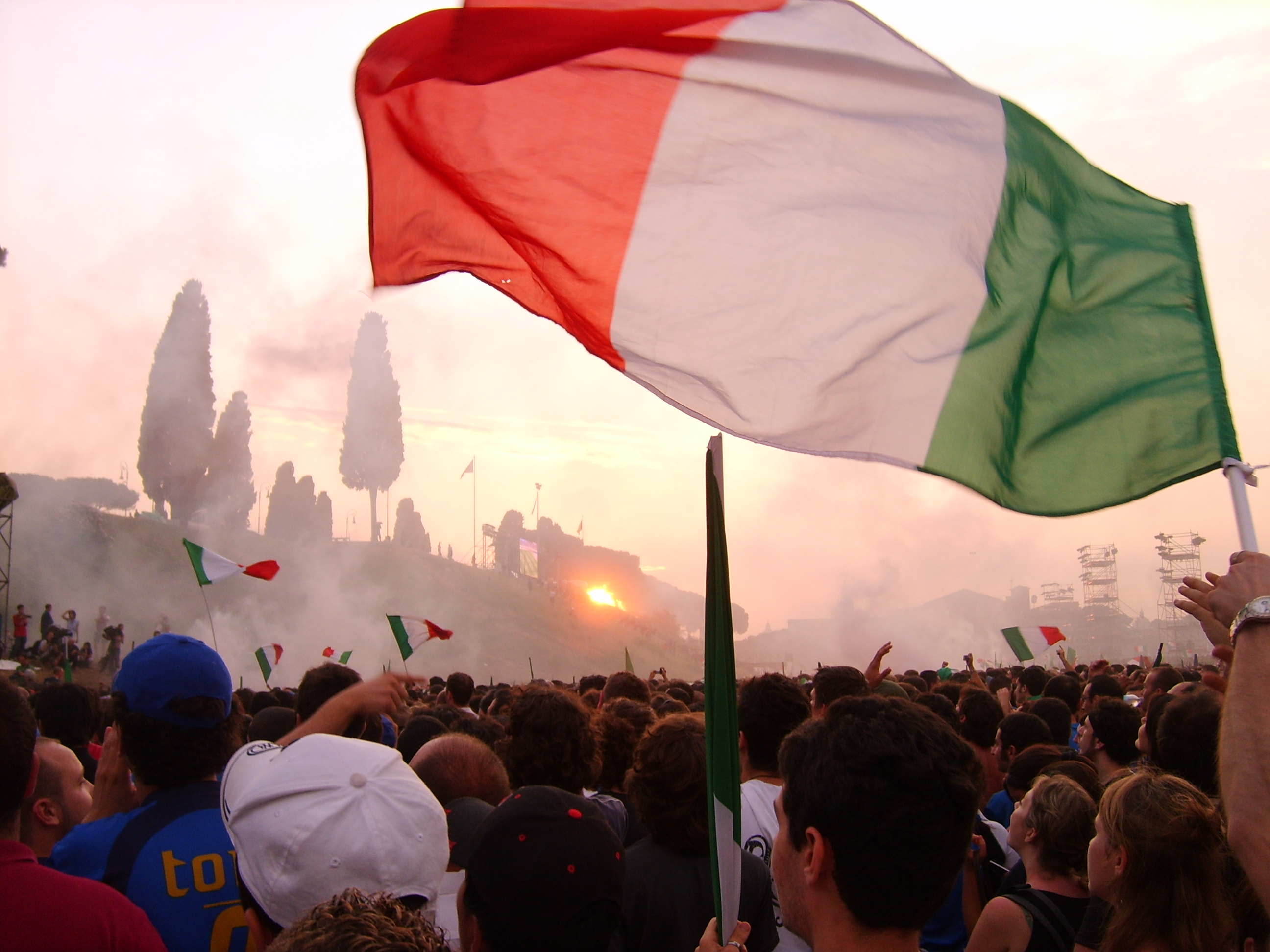
Italienische Fußballfans beim Public Viewing
während der Weltmeisterschaft 2006 im Circus Maximus in Rom

Der italienische Begriff Tifoso bezeichnet einen Fan oder Anhänger einer Sache. Der Plural Tifosi wird häufig als Synonym für italienische Fans bei einer Sportveranstaltung verwendet.

## Begriffsherkunft
Das Wort Tifoso geht auf die Infektionskrankheit Typhus (Italienisch: tifo) zurück, die unbehandelt zu hohem Fieber führt, so wie der Tifoso als Fußballfan „am Fußballfieber leidet“. Ursprünglich hatte der Begriff eine negative Bedeutung. Dieser Ausdruck entstand Anfang des 20. Jahrhunderts im faschistischen Italien Benito Mussolinis. Der Duce hatte eine Vorliebe für Massenveranstaltungen. Er persönlich bevorzugte zwar den Reitsport, wusste jedoch die Macht des Fußballs klug einzusetzen. Die Fußballbegeisterung der Massen hoffte er auf seine Bewegung zu übertragen, indem er Kampfsportarten förderte und in den Stadien Präsenz zeigte.
Der französische Sportwissenschaftler Lanfranchi umschreibt die Fußballkrankheit ironisch wie folgt: „Die Pathologie des Tifoso hat die Symptome eines vorübergehenden Verlustes der Selbstkontrolle, einer ansteckenden Leidenschaft, gegen die der Kranke nicht anzukämpfen vermag.“